# Stillwater (Pennsylvania)
Stillwater ist eine kleine Gemeinde im Columbia County des US-Bundesstaates Pennsylvania. Das U.S. Census Bureau hat bei der Volkszählung 2020 eine Einwohnerzahl von 199 ermittelt. Die erste Ansiedlung wurde 1832 errichtet, 1899 wurde Stillwater zu einer selbstverwalteten Gemeinde (Borough).

## Geographie
Das Gemeindegebiet beträgt 8,0 km² und beinhaltet trotz des Namens keine nennenswerten Wasserflächen; der Ort liegt am westlichen Rand des Tales des Fishing Creeks, auf dessen an dieser Stelle südlichen Ufer.
Die Pennsylvania State Route 487 führt in Nord-Süd-Richtung durch Stillwater.

## National Register of Historic Places
Wie viele andere gedeckte Holzbrücken Pennsylvanias wird die Stillwater Covered Bridge im National Register of Historic Places geführt.

## Demografie
Zum Zeitpunkt des United States Census 2000 bewohnten Stillwater 194 Personen. Die Bevölkerungsdichte betrug 24,4 Personen pro km². Es gab 96 Wohneinheiten, durchschnittlich 12,1 pro km². Die Bevölkerung Stillwaters bestand zu 100,0 % aus Weißen.
Die Bewohner Stillwaters verteilten sich auf 85 Haushalte, von denen in 23,5 % Kinder unter 18 Jahren lebten. 60 % der Haushalte stellten Verheiratete, 3,5 % hatten einen weiblichen Haushaltsvorstand ohne Ehemann und 34,1 % bildeten keine Familien. 27,1 % der Haushalte bestanden aus Einzelpersonen und in 14,1 % aller Haushalte lebte jemand im Alter von 65 Jahren oder mehr alleine. Die durchschnittliche Haushaltsgröße betrug 2,28 und die durchschnittliche Familiengröße 2,82 Personen.
Die Bevölkerung verteilte sich auf 17,5 % Minderjährige, 8,2 % 18–24-Jährige, 27,3 % 25–44-Jährige, 29,4 % 45–64-Jährige und 17,5 % im Alter von 65 Jahren oder mehr. Das Durchschnittsalter betrug 43 Jahre. Auf jeweils 100 Frauen entfielen 108,6 Männer. Bei den über 18-Jährigen entfielen auf 100 Frauen 102,5 Männer.
Das mittlere Haushaltseinkommen in Stillwater betrug 41.250 US-Dollar und das mittlere Familieneinkommen erreichte die Höhe von 48.750 US-Dollar. Das Durchschnittseinkommen der Männer betrug 34.583 US-Dollar, gegenüber 25.893 US-Dollar bei den Frauen. Das Pro-Kopf-Einkommen belief sich auf 19.879 US-Dollar. 0 % der Familien und 3,3 % der Bevölkerung hatten ein Einkommen unterhalb der Armutsgrenze, davon waren 0 % der Minderjährigen und 4,8 % der Altersgruppe 65 Jahre und mehr betroffen.

## Trivia
- Stillwater ist laut der Folge „Vater und Sohn“ (Staffel 6, Episode 4) die virtuelle Heimatgemeinde von Leroy Jethro Gibbs, einem Hauptcharakter aus der US-amerikanischen Krimiserie Navy CIS.